# Чез Боно
Чез Сальваторе Боно (ім'я при народженні: Честіті Сан Боно; нар. 4 березня 1969, Лос-Анджелес, Каліфорнія, США) — американський письменник, музикант та актор. Єдина дитина в сім'ї артистів Сонні Боно та Шер. Став широко відомим ще у дитинстві, з'являючись у телешоу свої батьків «Комедійна година Сонні і Шер».
Боно трансгендерний чоловік. 1995 року, ще коли Боно ідентифікувала себе як жінку, бульварна преса оголосила її лесбійкою. Через кілька років після цього Боно привселюдно назвала себе лесбійкою у статті провідного американського щомісячного журналу для геїв «The Advocate». Згодом Боно продовжила обговорення історії камінг-ауту перед собою та іншими у двох книгах: «Сімейний вихід: посібник з процесу камінг-ауту для геїв, лесбійок та їхніх сімей», «Лесбійки та їхні сім'ї» (1998). У мемуарах «Кінець невинності» (2003) обговорювалися його гастролі, музична кар'єра та смерть партнерки Джоан від негоджкінської лімфоми.
Між 2008 і 2010 роками Боно пережив зміну статі з жіночої на чоловічу. У червні 2009 року у двохчастинній телепередачі «Розваги сьогодні ввечері» пояснили, що його статевий перехід почався рік тому. У травні 2010 року він юридично змінив свою стать та ім'я. 2011 року на кінофестивалі «Санденс» показали документальний фільм про цей досвід Боно, а пізніше відбувся його телевізійний дебют в мережі Опри Вінфрі.

## Біографія
Боно народилася в Лос-Анджелесі, штат Каліфорнія, вона стала єдиною дитиною Шер і Сонні Боно з поп-дуету «Sonny & Cher», зірок телешоу, у яких часто з'являлася як маленька дитина. Боно отримала ім'я на честь фільму «Честіті» (1969), Сонні був його продюсером, а Шер зіграла головну роль бісексуальної жінки.
Боно навчалася у Вищій школі музичного та виконавського мистецтва ім. Фіорелло Х. Ла Гуардіа у Нью-Йорку. У віці 18 років вона зізналася батькам, що є лесбійкою. В автобіографічній книзі «Сімейна прогулянка» Боно писала: «Будучи дитиною, я завжди відчувала, що чимось відрізняюся. Я дивилася на інших дівчаток мого віку і дивувалася від їхнього явного інтересу до останньої моди, який хлопчик у класі був наймилішим, або хто найбільше був схожий на дівчину з обкладинки Крісті Брінклі. Коли мені виповнилося тринадцять, я нарешті знайшла назву того, чим саме я відрізнялася. Я зрозуміла, що я гей».

### Музична кар'єра
Боно розпочала свою коротку музичну кар'єру 1988-го з гуртом «Ceremony», який випустив лише один альбом «Hang Out Your Poetry» 1993 року. У складі гурту Боно була вокалісткою, грала на акустичній гітарі та виконувала перкусію. Іншими учасниками стали Стів Марч Торме (бек-вокал), Хайді Шинк, вона ж Шенс, Піт Макрей, Стів Бауман, Луї Руїс та Брін Матьє. Всі пісні гурту, крім однієї, були написані у співавторстві Боно, Шинк та Марка Хадсона. У альбомі не використовувалися синтезатори чи цифрові ефекти; Шинк зазначала: «Ми відвернулися від технологій. [...] Це нагадує 60-ті роки, але більше схоже на капелюх, ніж на їх наслідування. Ми взяли музику, яку любимо, і омолодили її, зробивши з неї 90-ті». Критики сприйняли альбом прохолодно: Рох Парізьєн з Allmusic схарактеризував Hang Out Your Poetry як злегка психоделічний погляд на поп-музику початку 1990-х, «приємну, доступну, добре спродюсовану вушну цукерку, яка зрештою беззуба».
Пісні «Could've Been Love» і «Ready for Love» вийшли як сингли альбому. Сонні та Шер стали виконавцями бек-вокалу для треку альбому «Livin 'It Up».

### ЛГБТ-активізм
У квітні 1995 року в інтерв'ю ЛГБТ-журналу «The Advocate» Боно оголосила, що є лесбійкою. У своїй книзі «Сімейна прогулянка» 1998 року вона докладно розповідала, як зробила камінг-аут: «Моє життя набуло політичного забарвлення, яке дозволило мені бути лесбійкою, жінкою та особистістю». Далі вона писала, що Шер, яка була гей-іконою, і союзником ЛГБТ-спільнот, спочатку була дуже незадоволена цією новиною і «розлютилася», перш ніж змиритися з нею: «До серпня 1996 року, через рік після того, як я оприлюднила це, моя мати так далеко просунулася у цьому питанні, що погодилася вийти на обкладинку „The Advocate“ як горда мати дочки-лесбійки». З того часу Шер стала затятим борцем за права ЛГБТ.
Відносини з батьком Боно стали напруженими після того, як він став конгресменом республіканської партії в Каліфорнії. Відмінності їхніх політичних поглядів віддалили їх, і вони не розмовляли більше року до загибелі Сонні на лижах у січні 1998 року.
Боно працювала автором у журналі «The Advocate». Як громадська діячка вона стала представником Кампанії за права людини, підтримувала Національний день камінг-ауту, кампанію за переобрання Білла Клінтона на пост президента США, виступала проти закону про захист шлюбу та працювала медіа-директором в Альянсі геїв та лесбійок проти дифамації (ГЛААД). У 2006 році Боно була капітаном команди в реаліті-шоу зі схуднення Celebrity Fit Club 3. Протягом шоу їй допомагала її дівчина Дженніфер Еліа, яка організовувала тренінги та тренування.
У червні 2016 року Кампанія за права людини випустила відео, присвячене жертвам стрілянини у нічному клубі Орландо; у відео Боно та інші розповіли історії вбитих там людей.

### Корекція статі
У середині 2008 року Боно зробив камінг-аут як трансгендерний чоловік. У червні 2009 року агент Боно оголосив, що Честіті змінить ім'я на Чез. ЛГБТ-організації ГЛААД та Empowering Spirits Foundation підтримали Боно у його діях. 6 травня 2010 року суд Каліфорнії задовольнив прохання Боно про зміну ґендерного маркера та імені у паспорті. Він взяв ім'я Чез Сальваторе Боно на вшанування своїх батьків.
Боно зняв документальний фільм «Becoming Chaz» про свій трансгендерний переход, прем'єра якого відбулася на кінофестивалі «Санденс» у 2011 році. Телеканал Опри Уїнфрі OWN придбав права на фільм і показав його в ефірі 10 травня 2011 року.
У вересні 2011 року Боно став учасником 13-го сезону американської версії шоу «Танці з зірками» у парі з професійною бальною танцівницею Лейсі Швіммер. Дует вибув із проєкту 25 жовтня 2011 року. Це був перший випадок, коли відкритий трансгендерний чоловік знявся у великому телешоу кабельного мовлення, тема якого не стосувалася трансгендерності.

## Фільмографія

### Кіно
| Year | Title                             | Role              | Notes            |
| ---- | --------------------------------- | ----------------- | ---------------- |
| 1994 | Bar Girls                         | Scorp'            |                  |
| 2004 | Fronterz                          |                   |                  |
| 2016 | Dirty                             | Jerry the Hoarder |                  |
| 2019 | 3 from Hell                       | Digby Neville     |                  |
| 2020 | Disclosure: Trans Lives on Screen | Himself           | Documentary film |
| 2020 | Reboot Camp                       | Herbert           | mockumentary     |

### Телебачення
| Year    | Title                                    | Role                | Notes                                 |
| ------- | ---------------------------------------- | ------------------- | ------------------------------------- |
| 1972–77 | The Sonny & Cher Comedy Hour             | Himself             | 32 episodes                           |
| 1975    | Cher                                     | Himself             | Episode 2.14                          |
| 1997    | Ellen                                    | The Moderator       | Episode: "Hello Muddah, Hello Faddah" |
| 2011    | Becoming Chaz                            | Himself             | Documentary film                      |
| 2011    | Dancing with the Stars                   | Himself             | 6 episodes                            |
| 2012    | Degrassi: The Next Generation            | Himself             | Episode: "Tonight, Tonight: Part 2"   |
| 2013    | The Secret Life of the American Teenager | Himself             | Episode: "To Each Her Own"            |
| 2014    | RuPaul's Drag Race                       | Himself/Guest Judge | ”Queens of Talk” "Reunited!"          |
| 2016    | The Bold and the Beautiful               | Reverend Rydale     | 5 episodes                            |
| 2016    | American Horror Story: Roanoke           | Lot Polk            | 2 episodes                            |
| 2016    | American Horror Story: Roanoke           | Brian Wells         | 2 episodes                            |
| 2016    | Where the Bears Are                      | Gavin Kelly         | 3 episodes                            |
| 2017    | American Horror Story: Cult              | Gary K. Longstreet  | 8 episodes                            |
| 2018    | Adi Shankar's Gods and Secrets           |                     | Upcoming series                       |
| 2020    | Curb Your Enthusiasm                     | Joey Funkhouser     | Episode: "The Spite Store"            |